# دهه ۱۱۰۰ (پیش از میلاد)
دهه ۱۱۰۰ (پیش از میلاد) صد و دهمین دهه قبل از مبدا شروع تقویم میلادی است.